# Музей Війська Польського
Музей Війська Польського (пол. Muzeum Wojska Polskiego w Warszawie) присвячений історії  збройних сил Польщі від виникнення давньопольської держави до  Другої світової війни. Музей розташований у Варшавській цитаделі. Є другим за величиною музеєм Польщі після Національного. Зареєстрований у  Державному реєстрі музеїв.

## Історія
Заснований  Юзефом Пілсудським в 1920 р. Містить багату колекцію стародавньої зброї (у тому числі археологічних знахідок), а також прапорів польських легіонів і повстань епохи  поділів Польщі. Серед експонатів музею — позолочений шолом воїна часів Болеслава I, мечі, сідла і обладунки кількох королів і полководців, готичний релікварій — трофей Ягайло після  Грюнвальдської битви, справжнє сідло  Наполеона I часів  єгипетського походу і його капелюх, особисті речі  Тадеуша Костюшко, військова техніка XX століття.
У дворі музею — виставка військової техніки. Є філії — Музей польських військових технологій і Катинський музей в Черняковському форті (відкриті в 1993 році).
Планується відкриття нового майданчика в стилі сучасного інтерактивного музею (слідом за успіхом  музею Варшавського повстання) на території  Варшавської цитаделі.
Першим директором музею був польський військовий історик, музейний фахівець Броніслав Гембажевський (1872—1941).

## Галерея

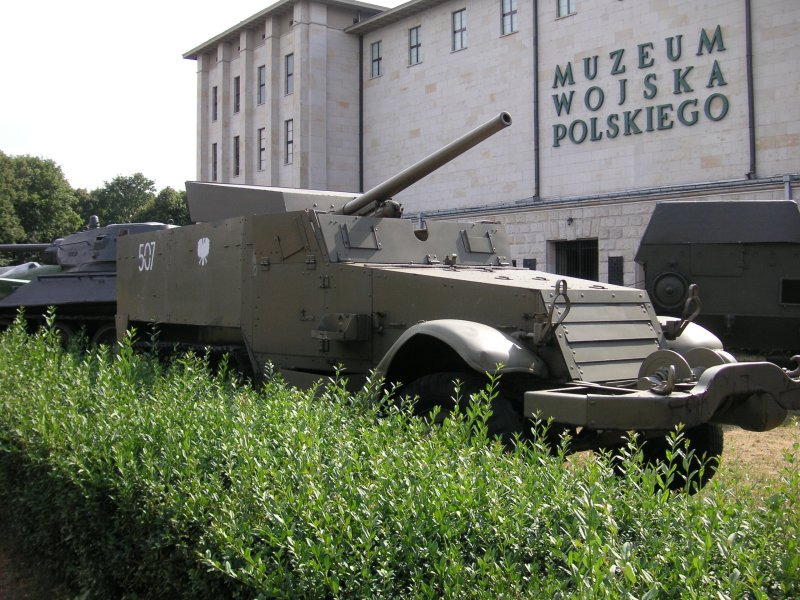
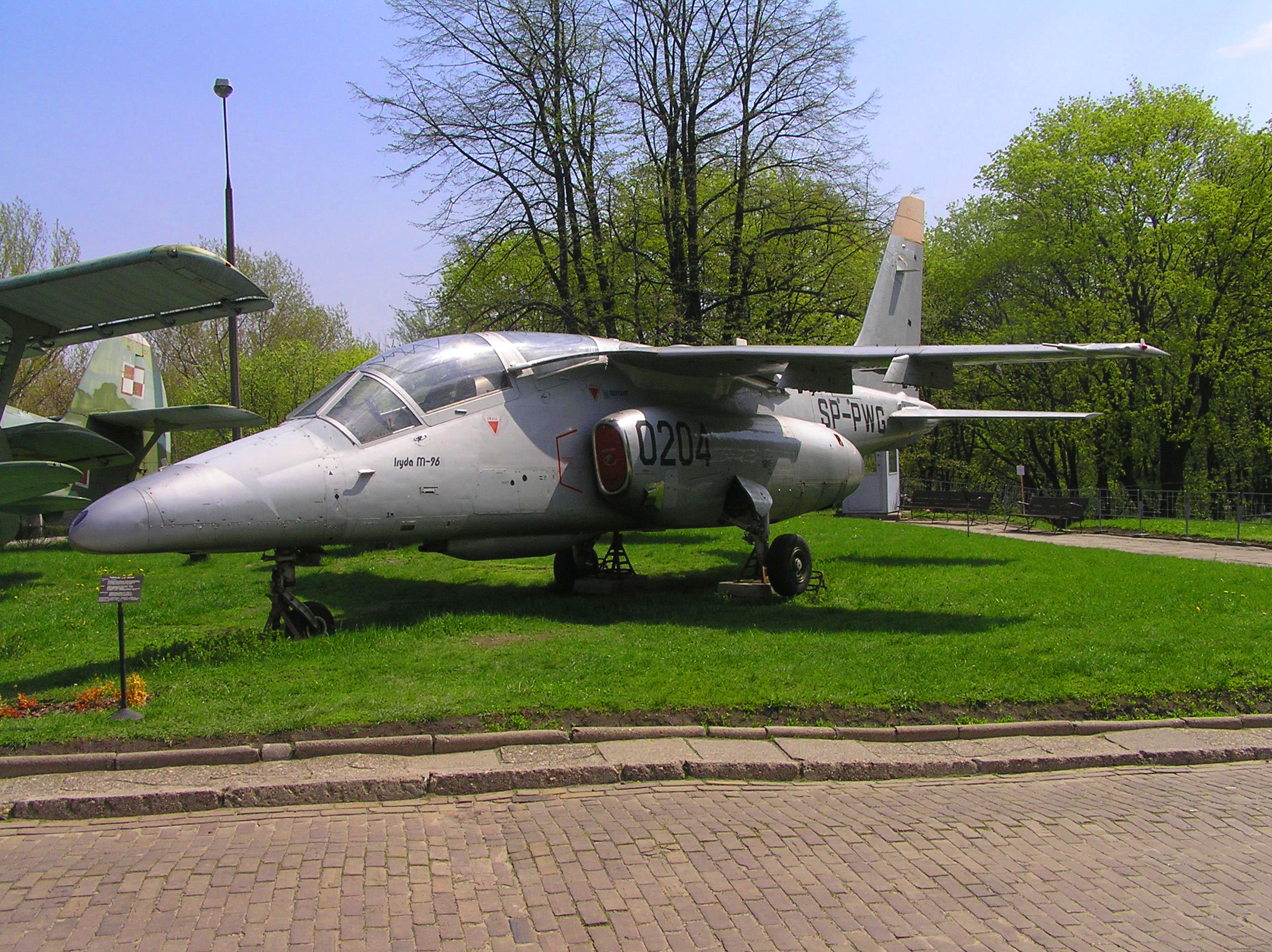
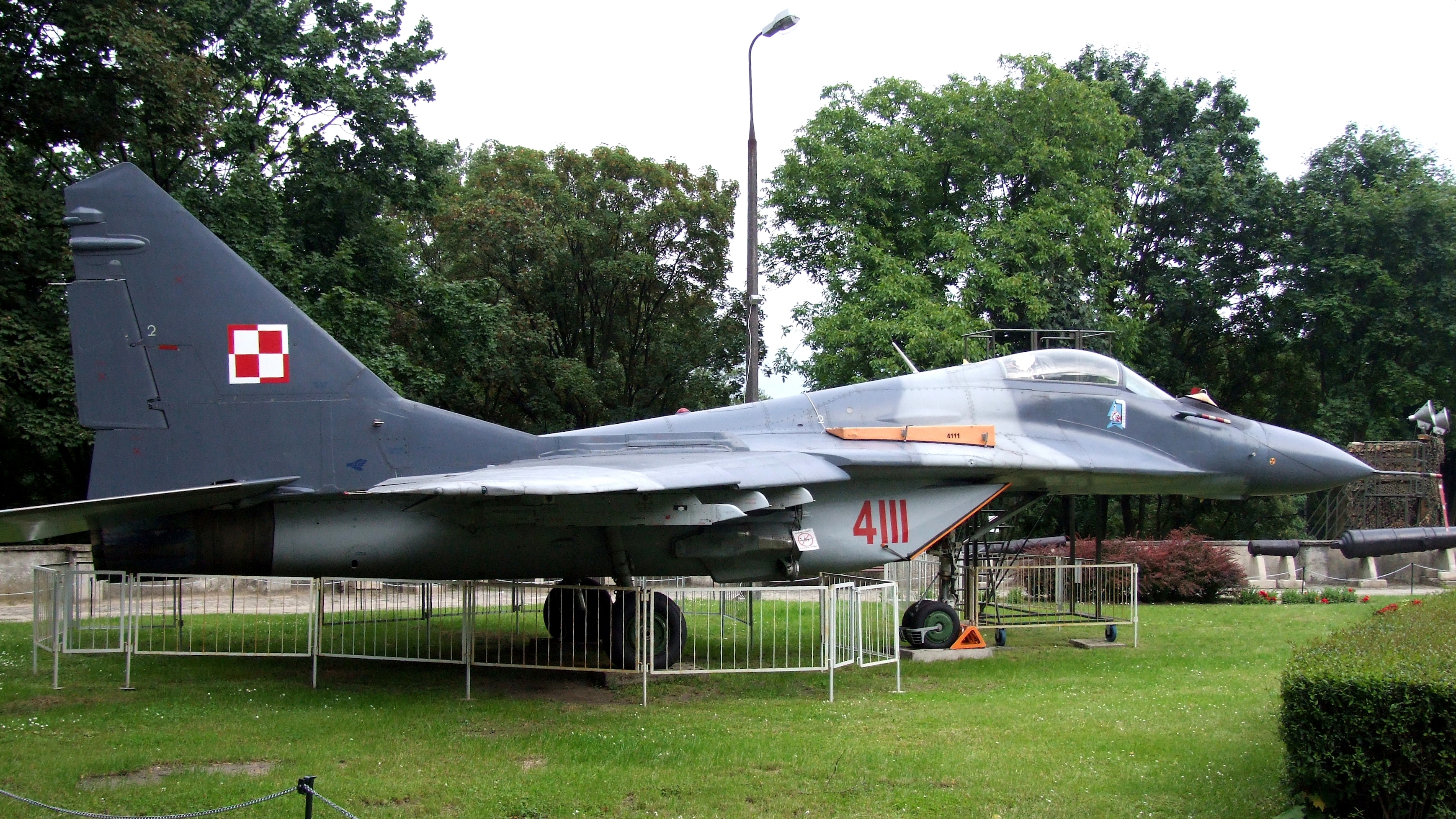
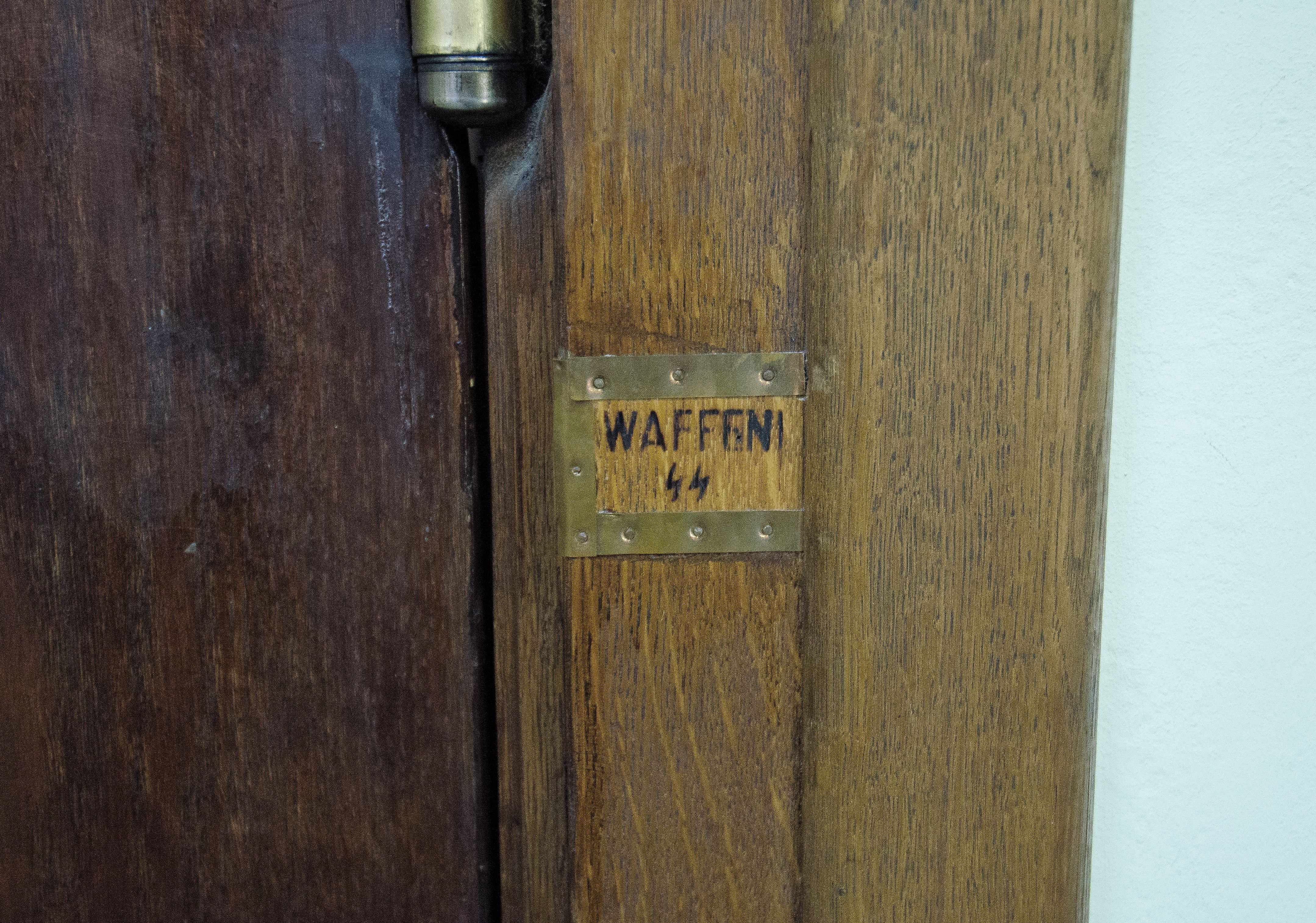